# Пливање (спорт)
Пливање је активност кретања живих бића кроз воду која укључује одржавање на површини воде и кретање у жељеном смеру. За разлику од роњења код којег се кретање одиграва потпуно испод површине воде, код пливања је могуће нормално дисање, односно одржавањем на води пливач осигурава да је орган за дисање, код човека нос и уста, изнад воде приликом удисаја. Пливање је честа рекреативна активност, али и такмичарски спорт. Иако је пливање врло здрава активност, уколико пливач не процени добро своју вештину и припремљеност и не уважи услове на води (мору, језеру, реци и сл.) постоји стална опасност од дављења, те су стога нужне мере опреза.
Пливање је индивидуални или тимски тркачки спорт који захтева коришћење целог тела за кретање кроз воду. Спорт се одвија у базенима или отвореним водама (на пример, у мору или језеру). Такмичарско пливање је један од најпопуларнијих олимпијских спортова, са различитим дисциплинама на даљину: лептир, леђно, прсно, слободно и појединачно мешовито. Поред ових појединачних дисциплина, четири пливача могу учествовати у штафети слободно или мешовито. Мешовита штафета се састоји од четири пливача од којих ће сваки пливати другачијим завеслајем, поређаним као леђно, прсно, лептир и слободно.
Пливање сваког типа завеслаја захтева скуп специфичних техника; у конкуренцији, постоје различити прописи који се односе на прихватљиву форму за сваки појединачни замах. Постоје и прописи о томе које врсте купаћих костима, капа, накита и траке за повреде су дозвољене на такмичењима. Иако је могуће да такмичарски пливачи задобију неколико повреда у спорту, као што је тендинитис у раменима или коленима, постоје и бројне здравствене бенефиције повезане са овим спортом.

## Историја
Пливање је познато од праисторије. Цртежи из каменог доба су пронађени у тзв. „пећини пливача“ у околини Вади Соре (или Суре) у југозападном делу Египта. Писани помен пливања јавља се већ од 2000. п. н. е., у еповима о Гилгамешу, Одисеји и Илијади. Године 1538, Николас Винман, швајцарско-немачки професор језика, написао је најранију познату комплетну књигу о пливању, Colymbetes, sive de arte natandi dialogus et festivus et iucundus lectu (Пливач, или дијалог о вештини пливања и радосно и пријатно штиво). Пливање је био један од спортова првих модерних Летњих олимпијских игара 1896. у Атини.
Пливање се појавило као такмичарска рекреативна активност 1830-их у Енглеској. Године 1828, за јавност је отворен први затворени базен, купатила Светог Ђорђа. До 1837. године, британско Национално пливачко друштво је одржавало редовна такмичења у пливању у шест вештачких базена, изграђених око Лондона. Рекреативна активност је расла у популарности и до 1880. године, када је формирано прво национално управно тело, Аматерско пливачко удружење, већ је постојало преко 300 регионалних клубова широм земље.
Године 1844, два индијанска учесника на такмичењу у пливању у Лондону представила су европској публици фронтални краул. Сер Џон Артур Траџен је преузео акције примопредаје од неких јужноамеричких домородаца и успешно је дебитовао са новим стилом 1873. године, победивши на локалном такмичењу у Енглеској. Његов стил се и даље сматра најмоћнијим који се данас може користити.
Капетан Метју Веб је био први човек који је препливао Ламанш (између Енглеске и Француске) 1875. Користећи технику прсног стила, препливао је канал дужине 2.126 mi (3.421 km) за 21 сат и 45 минута. Његов подвиг није био репликован или надмашен у наредних 36 година, све док Т.В. Барџес није прешао 1911. године.
Друге европске земље су такође основале пливачке федерације; Немачка 1882. Француска 1890. и Мађарска 1896. Прва европска аматерска пливачка такмичења била су одржана 1889. у Бечу. Прво светско првенство у пливању за жене одржано је у Шкотској 1892. године.
Мушко пливање је постало део првих модерних Олимпијских игара 1896. у Атини. Године 1902, Аустралијанац Ричмонд Кавил увео је слободни стил у западни свет. Године 1908, основана је светска пливачка асоцијација, Fédération Internationale de Natation (FINA). Женско пливање је уведено у Олимпијске игре 1912. године; први међународни пливачки митинг за жене ван Олимпијских игара била је Женска олимпијада 1922. године. Лептир стил је развијен током 1930-их и у почетку је био варијанта прсног стила, све док није прихваћен као посебан стил 1952. FINA је преименовала себе у Светска акватика у децембру 2022.

## Техника
Већи део људског тела (60%) је вода, и оно има густину сличну води. Када су плућа пуна ваздуха, тело је нешто мање густине него вода која га окружује, и на њега делује потисак који га држи делимично ван воде. Стога је за остајање на површини потребно само благо гурање воде надоле релативно у односу на тело, и трансверзално кретање које се постиже коришћењем шака и надлактица као весала, као и ударање (шутирање) ногама и стопалима не би ли се вода одгурала од тела (мада само шутирање даје релативно мали потисак).
Будући да је слана вода (на пример, океан) гушћа од слатке воде (нпр. већина базена за пливање), за остајање на површини у сланој води потребно је мање труда него у слаткој води.

## Пливачка опрема
Професионални пливачи користе пливачке костиме, који су се зависно о модним кретањима кроз историју битно мењали, по облику, материјалима и изгледу. 
Данас су најуобичајенији једноделни или дводелни костими уско припијени уз тело од лаганих растегљивих материјала, који се често називају и бикини. 
Уз пливачке костиме већина пливача користи и капице за главу од гуме, силикона или специјалног платна.
Поједина девојке и жене на мање конзервативним плажама често скидају горњи део бикинија, и користе тзв. топлес варијанту (односно монокини). 
Такмичари на спортским такмичењима у жељи да достигну што мање трење тела при кретању кроз воду (и тиме наравно бољу брзину и резултат) користе специјализоване пливачке костиме од изабраних материјала, који понекад тесно леже уз цело тело па и главу на принципу комбинезона са капуљачом. 
Уз пливачки костиме, пливачи користе и пливачке наочаре, које омогућавају лагодније гледање у води, и уједно штите орган вида од озледа током дужег боравка у хлорисаним базенима.

## Стилови пливања
Пливање је циклична активност кретања на површини воде, која се изводи координационом структуром покрета руку, ногу и трупа. У сваком од појединачних циклуса рада руку, као и у циклусу рада ногу, издвајају се две фазе – припремна (фаза опоравка) и пропулзивна. Пропулзивна фаза у раду руку чини провлак, док је то у раду ногу ударац. 
Свака од наведених фаза у циклусу рада руку, односно ногу, садржи периоде, који се описују просторним, временским и динамичким карактеристикама. У сваком циклусу рада руку или ногу учествују различити мишићи, мишићне групе, у зависно од технике пливања. Стилови, односно техника пливања са становишта анатомске и биомеханичке анализе кретања у такмичарском пливању могу бити:

### Слободни стил
Иако је реч о дисциплини која у основи покрива било који стил, у пракси то је најчешће краул. Разлог је тај што је краул најбржи стил којим се остварују и најбржа времена на свим дионицама иако пливач на такмичењу у овој дисциплини може, ако жели, пливати и неки од других стилова. Због брзине се сви такмичари одлучују за краул. 
Техника краула заснива се на наизменичним замасима левом и десном руком, док је пливач у положају лицем према доле (паралелно с површином воде). У исто време, наизменичним ударцима ногама синхронизованим са замасима руку кретање се подржава и поспешује. Пливач притом најчешће удах ваздуха изводи окретањем главе удесно или улево, између два замаха руком, док издах обавља у води. 
Пливачки стил краул прославио је, иако га, наравно није „изумио“, амерички пливач, Дјук Паоа Каханамоку, троструки Олимпијски победник Игара 1912. и 1920. године. Он је, такође, „отац“ још једног популарног спорта: сурфовања.

### Леђни стил
Код овог стила пливач и даље користи наизменичне замахе леве и десне руке и ногу, али је код овог стила окренут лицем према горе, дакле у положају као да леђима лежи на води. С обзиром да је код ове технике тело окренуто тако да се леђа налазе према води, приликом завеслаја, ротација рамена доводи шаку у такав положај да у воду прво улази мали прст шаке. У комбинацији са опружањем лакта, тело пливача заузима издужени положај да би започела подводна фаза пропулзије у завеслају. 
Комбинацијом сила притиска које ствара вода и активирањем двоглавог мишића надлакта (лат. m. biceps brachii) и надлакатног мишића (лат. m. brachialis), лакат прелази у положај прегибања од приближно 45° на почетку фазе завеслаја. До краја те фазе лакат мора да се постави у положај прегибања и до 90°, мало пре него што рука пређе у завршну фазу. 
Рад ногама у леђној техници чини комбинација покрета које су истоветни са покретима у краул техници и делфин техници пливања. Основна разлика (због положаја тела) је што у леђној техници пливач највећи део силе ствара при завеслају ногом навише, а код краула највећу силу ствара при завеслају ногом наниже. 
Ово је једини стил кад пливачи стартују из воде. У штафетама 4×50 и 4х100 метара мешовито увек прво стартују пливачи леђним стилом.

### Прсни стил
Прсни стил изводи се покретима обима руку према напред уз ограничење да лактови морају бити испод воде. Покрети ногу су синхронизовани са покретима руку, али за разлику од осталих стилова ноге такође раде синхронизовано са рукама, у покрету који подсећа на жабље пливање. 
Као и код осталих техника пливања, покрети рукама, који се изводе у прсном пливању могу се поделити на пропулзивну фазу и фазу опоравка. Пропулзивна фаза почиње постављањем рамена и руку у издужен положај изнад главе. Први период подводног повлачења воде сличан је оном који се користи у краулу и у делфин стилу пливања. Силе које се генеришу у току последње фазе усмерене су ка пропулзији пливача унапред кроз воду и пропулзији пливачевог трупа навише, које помажу контракције паравертебралних мишића. Тај покрет избацује главу и рамена пливача ван воде. Прегибање и ротација у зглобу лакта доводе шаке у положај изнад средње линије тела и означавају прелаз у фазу опоравка. Да би се шаке вратиле у почетни положај, надлактице морају да се врате из свог положаја до положаја испод груди. Завршавање фазе опоравка, односно постављање надлактица у испружени и издужени положај обезбеђује се контракцијом троглавог мишића надлакта.
Механика рада ногу, може да се подели на пропулзивну фазу, која се састоји од покретања стопала полукружно у страну, према доле и позади, и фазу опоравка. Покретање ногу започиње клизећим покретом стопала ка споља, које прати комбинација покрета кука, колена и скочног зглоба. Након што се стопало окрене ка споља, клизећи покрет ка споља се наставља опружањем кука и колена. 
Ово је најстарији и најспорији стил пливања који захтева велику снагу ногу и рамена.

### Делфин стил
Делфин или стил лептира, врло је атрактиван стил пливања код којег је основни захтев да руке раде синхронизирано, а лактови овај пут не морају бити испод воде током завеслаја. За разлику од краула, у делфин стилу пливања, експлозивно опружање лакта се наглашава у последњем периоду пропулзивне фазе, што резултира већим оптерећивањем троглавог мишића надлакта (лат. m. triceps brachii). 
Као и код краул технике, делтасти мишић и мишићи ротаторне манжетне одговорни су за покрете надлактице у току фазе опоравка, али је механика покрета нешто другачија. У делфин стилу пливања изостаје ротација тела која помаже процес опоравка у краулу. Уместо тога, јавља се синусоидно гибање, које целокупан горњи део трупа повлачи изнад воде да би се помогао процес опоравка.
Рад ногама у делфин стилу пливања, карактерише иста анатомска анализа као и код краул технике пливања, само што се код делфин технике, за разлику од краул технике, покрети ногама изводе симултано.
Овај стил сматра се технички најзахтевнијим и најтежим за извођење, јер осим снаге рамена захтева од пливача и велику снагу леђа и ногу.